# Гулије (Арјеж)
Гулије (фр. Goulier) насеље је и општина у јужној Француској у региону Миди Пирене, у департману Арјеж која припада префектури Фоа.
По подацима из 2011. године у општини је живело 39 становника, а густина насељености је износила 3,82 становника/km². Општина се простире на површини од 10,22 km². Налази се на средњој надморској висини од 1084 метара (максималној 2472 m, а минималној 840 m).

## Демографија
| 1962. | 1968. | 1975. | 1982. | 1990. | 1999. | 2011. |
| ----- | ----- | ----- | ----- | ----- | ----- | ----- |
| 11    | 36    | 47    | 61    | 44    | 38    | 39    |

График промене броја становника у току последњих година